# Therea nuptialis
Therea nuptialis — вид тараканов из рода Therea, семейства Тараканы-черепашки. Окрашены в чёрный цвет с крупными оранжевыми пятнами. Обитают в восточной части Индии (штаты Ассам, Бихар, Одиша и Тамилнад).